# Vallon/Béthusy

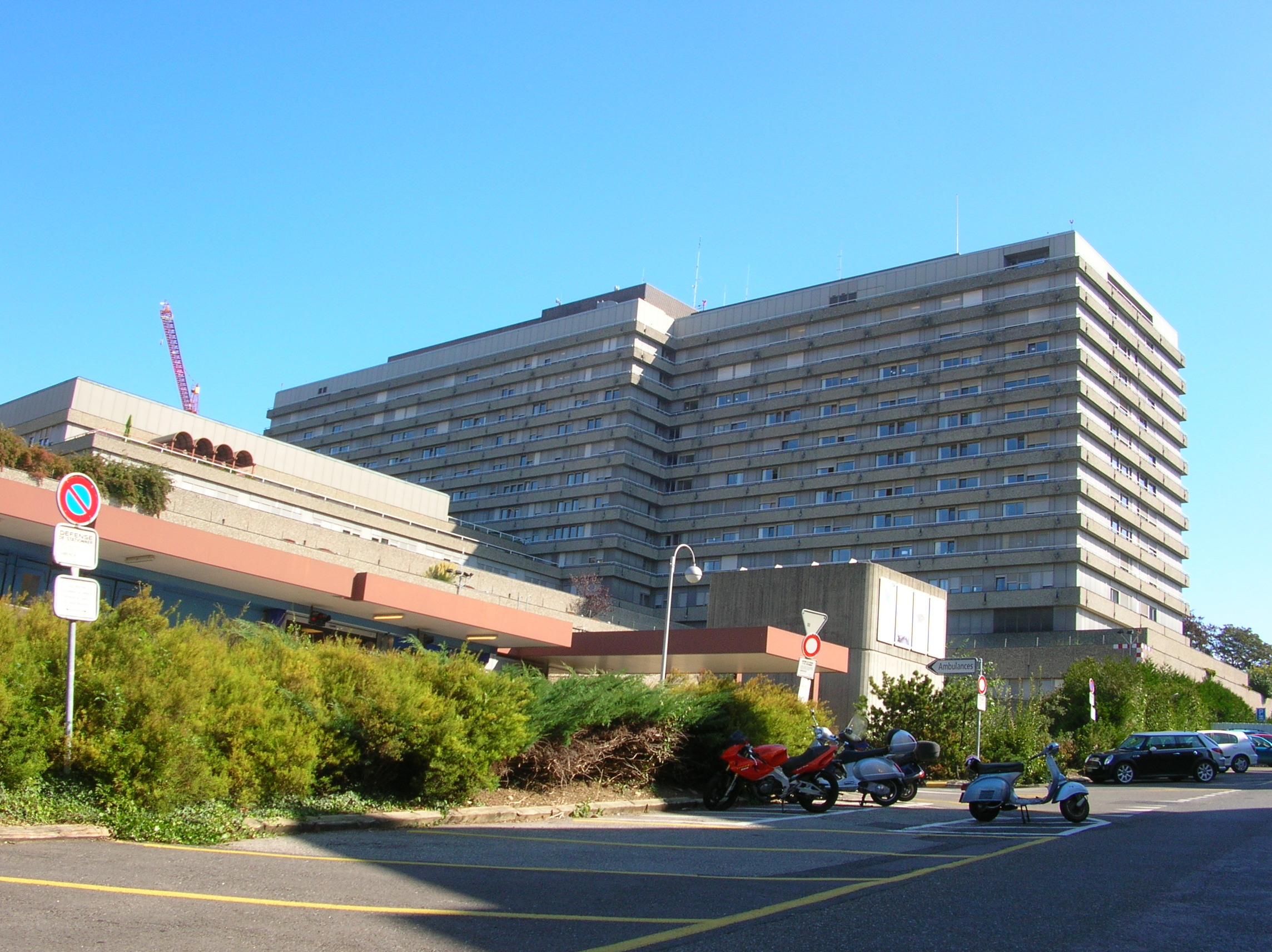
Das Centre hospitalier universitaire vaudois (CHUV)

Vallon/Béthusy ist ein Stadtteil (Quartier) der Schweizer Stadt Lausanne. Er befindet sich nahe dem Zentrum der Stadt.
Der Stadtteil selbst ist wiederum in vier Teilbereiche (Sektoren) aufgeteilt. Es sind dies Le Vallon, Hôpitaux, Victor-Ruffy
und Béthusy. Auf einer Fläche von 0,892 km² wohnten im Jahr 2018 rund 6362 Einwohner.

## Lage
Vallon/Béthusy ist vollständig von anderen Stadtteilen eingeschlossen. Es gibt einen kleinen Park, der jedoch vorwiegend aus Bäumen besteht.

## Öffentliche Verkehrsmittel
Die Buslinien 6 und 7 der Transports publics de la région lausannoise durchqueren den Stadtteil sowie die Métro M2.

## Bauwerke und Sehenswürdigkeiten
In Vallon/Béthusy befindet sich das Universitätsspital Lausanne (CHUV), zugleich der größte Arbeitgeber der Stadt.